# László Lóránd
László Lóránd (ur. 23 marca 1923 w Győrze, zm. 6 grudnia 2018) – węgiersko-amerykański biochemik. Studiował na Uniwersytecie w Budapeszcie, po studiach pracował w Instytucie Biochemicznym Szent-Györgyiego w Budapeszcie pod kierunkiem Kalmana Lakiego. W 1949 rozpoczął pracę w Department of Biomolecular Structure kierowanym przez Williama Astbury'ego na University of Leeds. Wspólnie z Lakim badał proces krzepnięcia krwi, co doprowadziło do odkrycia XIII czynnika krzepnięcia, określanego dawniej jako czynnik Lakiego-Loranda. Od 1955 roku pracował w Stanach Zjednoczonych.

## Publikacje
- Laszlo Lorand, Crosslinks in blood: transglutaminase and beyond, „FASEB Journal”, 21 (8), 2007, s. 1627–1632, DOI: 10.1096/fj.07-0602ufm, PMID: 17538029.
- K. Laki, L. Lóránd, On the Solubility of Fibrin Clots, „Science”, 108 (2802), 1948, s. 280, DOI: 10.1126/science.108.2802.280, PMID: 17842715.
- L. Lorand, K. Laki, A simple method for purifying an activator of prothrombin (antihemophilic factor?), „Biochimica et Biophysica Acta”, 13 (3), 1954, s. 448–449, DOI: 10.1016/0006-3002(54)90353-4, PMID: 13140359.